# Jean Le Moal

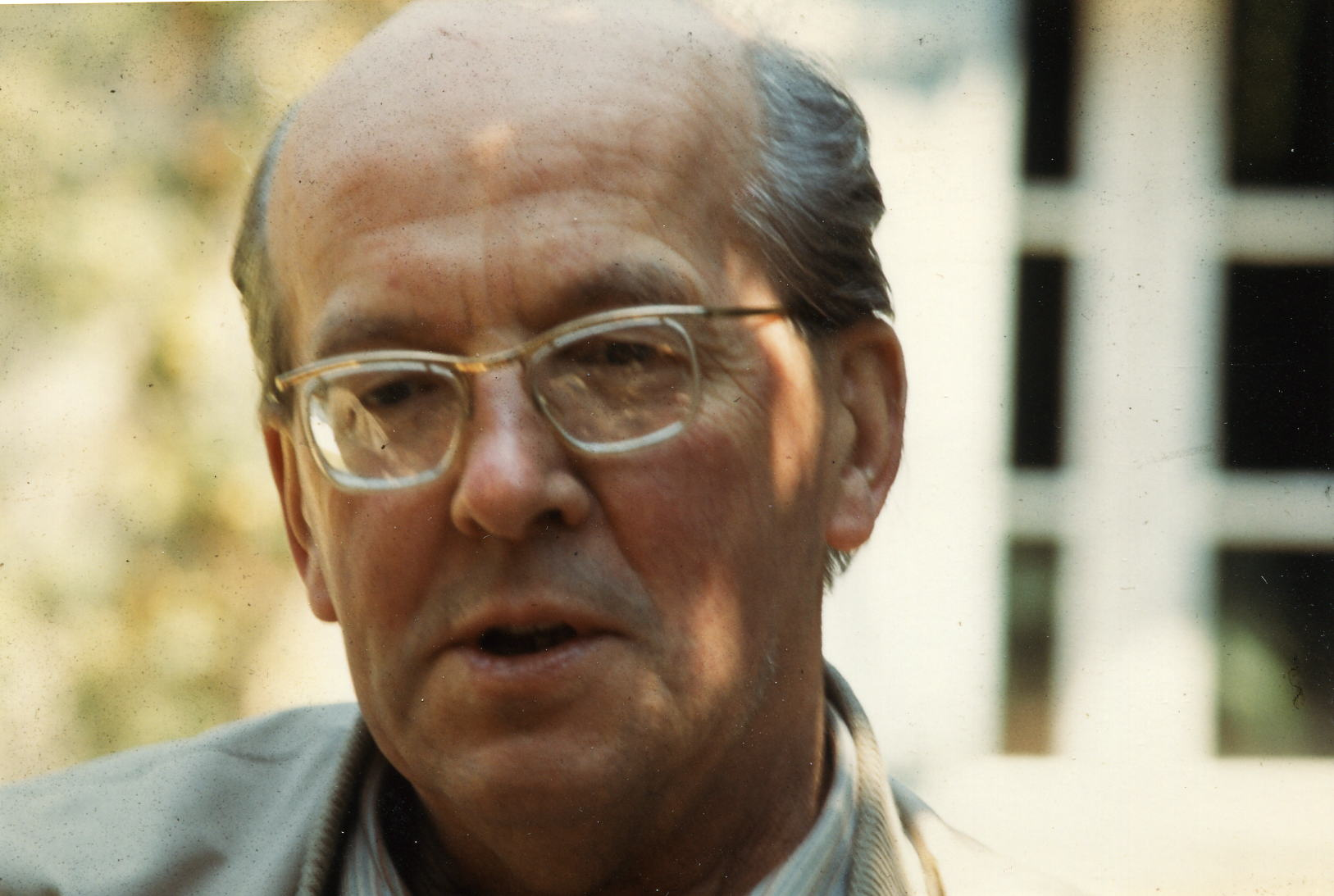
Jean Le Moal, 1971.

Jean Le Moal född den 30 oktober 1909 i Authon-du-Perche, Frankrike, död den 16 mars 2007 i Chilly-Mazarin, var en fransk målare av den nya Parisskolan.

## Biografi
Le Moal skrev in sig på École des Beaux-Arts de Lyon 1926 för arkitektstudier, och École Nationale Supérieure des Arts Décoratifs i Paris år 1929. Han deltog också i Académie Ranson (1935-1936.
År 1939 arbetade Le Moal med det 1400 kvadratmeter stora taket i den franska paviljongen på världsutställningen i New York. År 1941 ställde han ut på XX jeunes peintres de tradition française, med Bazaine, Manessier, Singier, Pignon, Gischia, och 1943 i Douze peintres d'aujourd'hui på Galerie de France. År 1945 var han en av grundarna av Salon de Mai.
Från strängt stiliserade, föreställande målningar övergick han omkring 1950 till ett rent nonfigurativt mosaikartat måleri med färgen som viktigaste komponent.
Under efterkrigstiden blev Le Moal etablerad som en förgrundsgestalt i det europeiska måleriet. Han ställde ut i hela Europa och tilldelades också Prix de la Critique 1953.
Flera retrospektiva utställningar har tillägnats Le Moals arbete, t. ex. vid museer i Lübeck och Wuppertal (1961), Musée de Metz och Musée de la Ville de Luxembourg (1963), museer i Rennes, Chartres, Rouen, Dijon, Lille och Caen (1970-1971), "Espace Lyonnais d'art contemporain" och museer i Besançon, Esch-sur-Alzette, Dunkerque och Nantes (1990-1992).
Le Moal finns representerad vid många museer, inklusive Musée National d’Art Moderne i Paris, Tate Modern Gallery i London, Museum of Modern Art i Wellington, Nya Zeeland och Henie-Onstad kunstsenter i Bærum, Norge.